# Площа фігури
Площа плоскої фігури — адитивна числова характеристика фігури, яка розташована в площині. У найпростішому випадку, коли фігуру можна розбити на кінцеву множину одиничних квадратів, площа дорівнює кількості квадратів.

## Визначення та властивості площі
Формальне введення поняття площі і об'єму здійснюється з допомогою міри Жордана, тут наведено інтуїтивно зрозуміле визначення.
Площа — це дійснозначна функція, визначена на певному класі фігур евклідової площини і задовольняє чотирьом умовам:
1. Додатність — площа невід'ємна;
2. Нормування — квадрат зі стороною одиниця має площу 1;
3. Конгруентність — конгруентні фігури мають рівну площу;
4. Адитивність — площа об'єднання двох фігур без спільних внутрішніх точок дорівнює сумі площ.

Певний клас фігур повинен бути замкнений відносно операцій перетину та об'єднання, а також відносно рухів площини і включати в себе всі багатокутники. З цих аксіом слідує монотонність площі, тобто
- Якщо одна фігура міститься в іншій фігурі, то площа першої не перевершує площі другої: Найчастіше за «певний клас» беруть множину квадрованих фігур. Фігура {\displaystyle F} називається квадрованою, якщо для будь-якого {\displaystyle \varepsilon >0} існує пара багатокутників {\displaystyle P} і {\displaystyle Q}, такі, що {\displaystyle P\subset F\subset Q} i {\displaystyle S(Q)-S(P)<\varepsilon }, де {\displaystyle S(P)} позначає площу {\displaystyle P}.

## Пов'язані визначення
- Дві фігури називаються рівновеликими, якщо вони мають однакову площу.

## Площі деяких фігур
| Фігура                  | Формула                                                                  | Коментар |
| ----------------------- | ------------------------------------------------------------------------ | --- |
| Правильний трикутник    | {\displaystyle {\tfrac {1}{4}}{\sqrt {3}}a^{2}}                          | {\displaystyle a} — довжина сторони трикутника.                                                                                        |
| Трикутник               | {\displaystyle {\sqrt {p(p-a)(p-b)(p-c)}}\,\!}                           | Формула Герона. {\displaystyle p} — півпериметр, {\displaystyle a}, {\displaystyle b} і {\displaystyle c} — довжини сторін трикутника. |
| Трикутник               | {\displaystyle {\tfrac {1}{2}}ab\sin(\alpha )\,\!}                       | {\displaystyle a} і {\displaystyle b} — дві сторони трикутника, а {\displaystyle \alpha } — кут між ними.                              |
| Трикутник               | {\displaystyle {\tfrac {1}{2}}bh\,\!}                                    | {\displaystyle b} і {\displaystyle h} — сторона трикутника і висота, проведена до цієї сторони.                                        |
| Квадрат                 | {\displaystyle a^{2}\,\!}                                                | {\displaystyle a} — довжина сторони квадрата.                                                                                          |
| Прямокутник             | {\displaystyle ab}                                                       | {\displaystyle a} і {\displaystyle b} — довжини сторін прямокутника.                                                                   |
| Ромб                    | {\displaystyle a^{2}\sin \alpha ,{\tfrac {1}{2}}bc}                      | {\displaystyle a} — сторона ромба, {\displaystyle \alpha } — внутрішній кут, {\displaystyle b}, {\displaystyle c} — діагоналі.         |
| Паралелограм            | {\displaystyle bh}                                                       | {\displaystyle b} — довжина однієї із сторін паралелограму, а {\displaystyle h} — висота, проведена до цієї сторони.                   |
| Трапеція                | {\displaystyle {\tfrac {1}{2}}(a+b)h\,\!}                                | {\displaystyle a} і {\displaystyle b} — довжини паралельних сторін, а {\displaystyle h} — відстань між ними (висота).                  |
| Правильний шестикутник  | {\displaystyle {\tfrac {3}{2}}{\sqrt {3}}a^{2}\,\!}                      | {\displaystyle a} — довжина сторони шестикутника.                                                                                      |
| Правильний восьмикутник | {\displaystyle 2\left(1+{\sqrt {2}}\right)a^{2}\,\!}                     | {\displaystyle a} — довжина сторони восьмикутника.                                                                                     |
| Правильний багатокутник | {\displaystyle {\frac {na^{2}}{4\cdot \tan(\pi /n)}}\,\!}                | {\displaystyle a} — довжина сторони багатокутника, а {\displaystyle n} — кількість сторін багатокутника.                               |
| Правильний багатокутник | {\displaystyle {\tfrac {1}{2}}ap\,\!}                                    | {\displaystyle a} — апофема (або радіус вписаного в багатокутник кола), а {\displaystyle p} — периметр багатокутника.                  |
| Коло                    | {\displaystyle \pi r^{2}} або {\displaystyle {\frac {\pi d^{2}}{4}}\,\!} | {\displaystyle r} — радіус кола, а {\displaystyle d} — його діаметр.                                                                   |
| Сектор кола             | {\displaystyle {\tfrac {1}{2}}r^{2}\theta \,\!}                          | {\displaystyle r} i {\displaystyle \theta } — відповідно радіус і кут сектора (в радіанах).                                            |
| Еліпс                   | {\displaystyle \pi ab\,\!}                                               | {\displaystyle a} і {\displaystyle b} — велика і мала півосі еліпса.                                                                   |
| Поверхня Циліндра       | {\displaystyle 2\pi r(r+h)\,\!}                                          | {\displaystyle r} і {\displaystyle h} — радіус і висота циліндра відповідно.                                                           |
| Бічна поверхня циліндра | {\displaystyle 2\pi rh\,\!}                                              | {\displaystyle r} і {\displaystyle h} — радіус і висота циліндра відповідно.                                                           |
| Поверхня конуса         | {\displaystyle \pi r(r+l)\,\!}                                           | {\displaystyle r} і {\displaystyle l} — радіус та довжина твірної відповідно.                                                          |
| Бічна поверхня конуса   | {\displaystyle \pi rl\,\!}                                               | {\displaystyle r} і {\displaystyle l} — радіус та довжина твірної відповідно.                                                          |
| Поверхня сфери          | {\displaystyle 4\pi r^{2}\ {\text{,}}\ \pi d^{2}\,\!}                    | {\displaystyle r} i {\displaystyle d} — радіус та діаметр, відповідно.                                                                 |
| Поверхня еліпсоїда      |                                                                          | див. статтю. |

- Площа трикутника дорівнює половині добутку сторони на висоту, проведену до цієї сторони:
{\displaystyle S={\frac {1}{2}}ah}

- Площа прямокутника дорівнює добутку його суміжних сторін:
{\displaystyle S=ab}

- Площа довільного чотирикутника ABCD дорівнює половині добутку діагоналей і синуса кута між ними:
{\displaystyle S_{ABCD}={\frac {1}{2}}AC\cdot BD\cdot \sin \beta },

де {\displaystyle \beta } — кут між діагоналями.
- Площа ромба ABCD дорівнює половині добутку діагоналей:
{\displaystyle S_{ABCD}={\frac {1}{2}}AC\cdot BD}

- Площа паралелограма дорівнює добутку сторони на висоту, проведену до цієї сторони: {\displaystyle S=ah}

- Площа трапеції дорівнює добутку півсумі суми основ на висоту:
{\displaystyle S={\frac {a+b}{2}}\cdot h}

## Ресурси Інтернету
- Gebiet in Kurvenintegrale und konservative Vektorfelder auf Mathematik Online (Uni Stuttgart) [Архівовано 21 травня 2016 у Wayback Machine.]
- В.Болтянский, О понятиях площади и объёма. [Архівовано 5 травня 2017 у Wayback Machine.] Квант, № 5, 1977
- Б. П. Гейдман, Площади многоугольников [Архівовано 10 червня 2017 у Wayback Machine.], Библиотека «Математическое просвещение» [Архівовано 12 січня 2014 у Wayback Machine.], выпуск 16, (2002).
- В. А. Рохлин, Площадь и объём [Архівовано 11 квітня 2021 у Wayback Machine.], Энциклопедия элементарной математики, Книга 5, Геометрия, под редакцией П. С. Александрова, А. И. Маркушевича и А. Я. Хинчина.